# Le Faux Schtroumpf
Le Faux Schtroumpf est la quatrième histoire de la série Les Schtroumpfs de Peyo et Yvan Delporte. Elle est publiée pour la première fois dans le no 1211 du journal Spirou sous forme de mini-récit. Elle est ensuite redessinée et publiée du no 1525 au no 1530 de Spirou, puis dans l'album L'Œuf et les Schtroumpfs en 1968.

## Résumé
Après sa première rencontre avec les Schtroumpfs, Gargamel rumine sa vengeance. Cette fois, il prépare une potion qui lui donne l’apparence d’un Schtroumpf. Une fois transformé, il se rend vers un champ de salsepareille afin d’y trouver un Schtroumpf pour que celui-ci le conduise au village des Schtroumpfs, celui-ci étant introuvable pour les humains. Les premières difficultés apparaissent lorsque Gargamel s'aperçoit qu'il ne comprend pas le langage des Schtroumpfs (ce qui est amusant car le lecteur comprend le schtroumpf sans la moindre difficulté), et lorsqu'il doit se forcer à manger de la salsepareille pour ne pas éveiller la méfiance du Schtroumpf avec lequel il n'arrive pas à dialoguer en langue schtroumpf.
Une fois parvenu au village, il cherche à assouvir sa vengeance par tous les moyens, mais échoue à plusieurs reprises. Pire encore : après être tombé à l'eau, la fausse queue qu'il avait dû se coller au pantalon à la suite d'un raté de la potion se décolle et un Schtroumpf la découvre sur le sol. Le Grand Schtroumpf prend conscience qu'un faux Schtroumpf se cache dans le village. Rapidement démasqué, Gargamel se réfugie dans le laboratoire du Grand Schtroumpf pour y préparer une potion qui lui rendra son aspect humain. La potion réussit, mais le sorcier a oublié l'ingrédient qui lui aurait rendu sa taille normale. Les Schtroumpfs s'emparent de lui sans peine, et ne le libèrent qu'à l'orée du bois. Gargamel se promet alors de se venger de ce nouvel échec.